# Mufasa: Król lew
Mufasa: Król lew (ang. Mufasa: The Lion King) – amerykański film przygodowy produkcji Walt Disney Pictures w reżyserii Barry’ego Jenkinsa; prequel Króla lwa z 2019 roku. Scenariusz do filmu opracował Jeff Nathanson. Głosów postaciom użyczyli m.in. Seth Rogen, Donald Glover, Mads Mikkelsen i Beyoncé.
Film poświęcony pamięci Jamesa Earla Jonesa użyczającemu głosu Mufasie w poprzednich produkcjach.

## Obsada głosowa
- Aaron Pierre – Mufasa
- Kelvin Harrison Jr. – Skaza
- John Kani – Rafiki
- Billy Eichner – Timon
- Seth Rogen – Pumba
- Donald Glover – Simba
- Tiffany Boone – Sarabi
- Mads Mikkelsen – Kiros
- Beyoncé – Nala
- Thandie Newton – Eshe
- Preston Nyman – Zazu

## Wydanie
Do kin w Stanach Zjednoczonych i Polsce film trafił 20 grudnia 2024 roku. W marcu 2025 roku Disney+ ogłosiło, że Mufasa: Król lew znajdzie się w jego bibliotece 26 marca 2025 roku. Wcześniej był w serwisach Canal, Prime Video, Megogo, Rakuten i Player.